# Jacquinia keyensis
Jacquinia keyensis là một loài thực vật có hoa trong họ Anh thảo. Loài này được Mez mô tả khoa học đầu tiên năm 1901.

## Hình ảnh

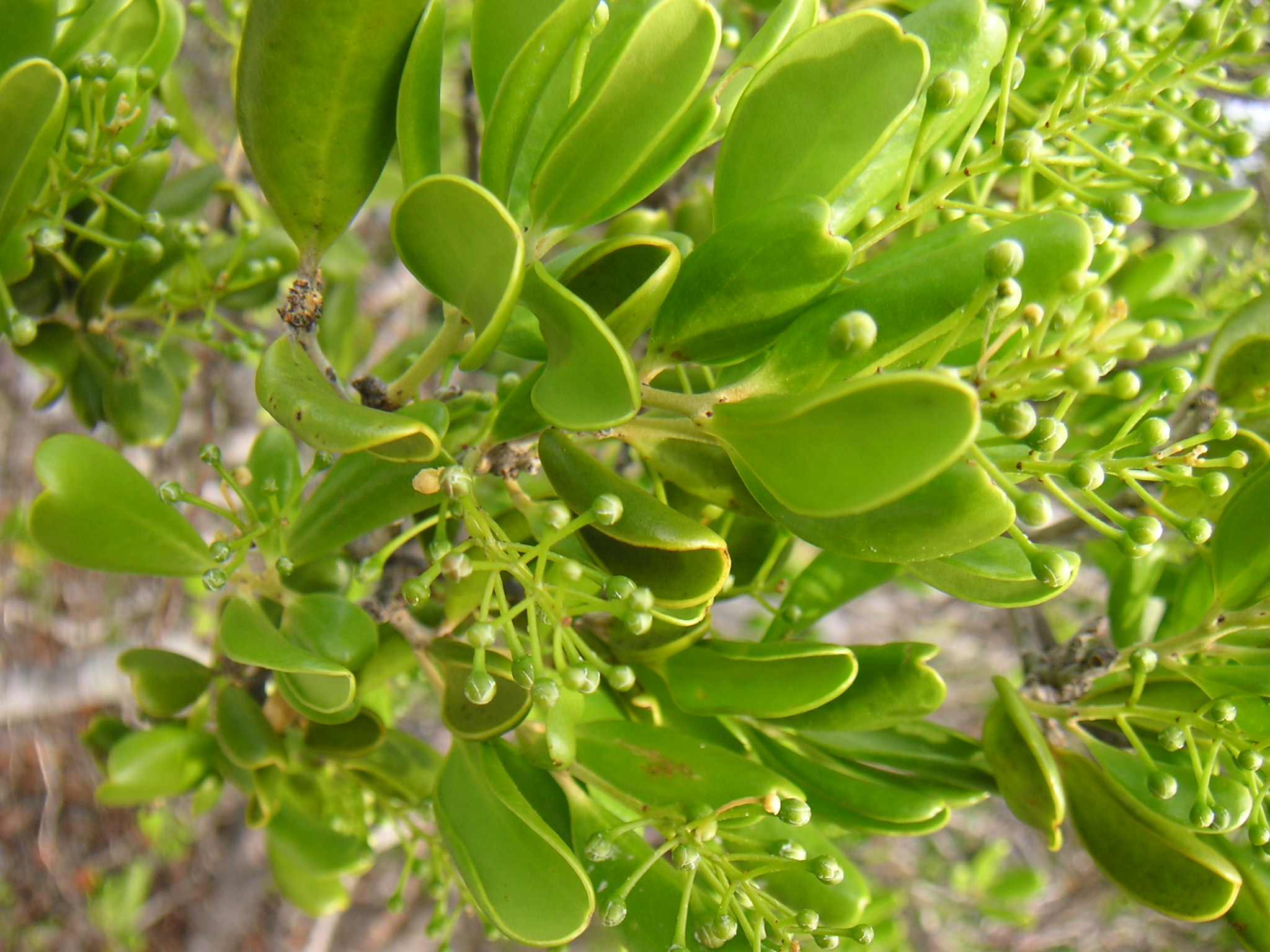
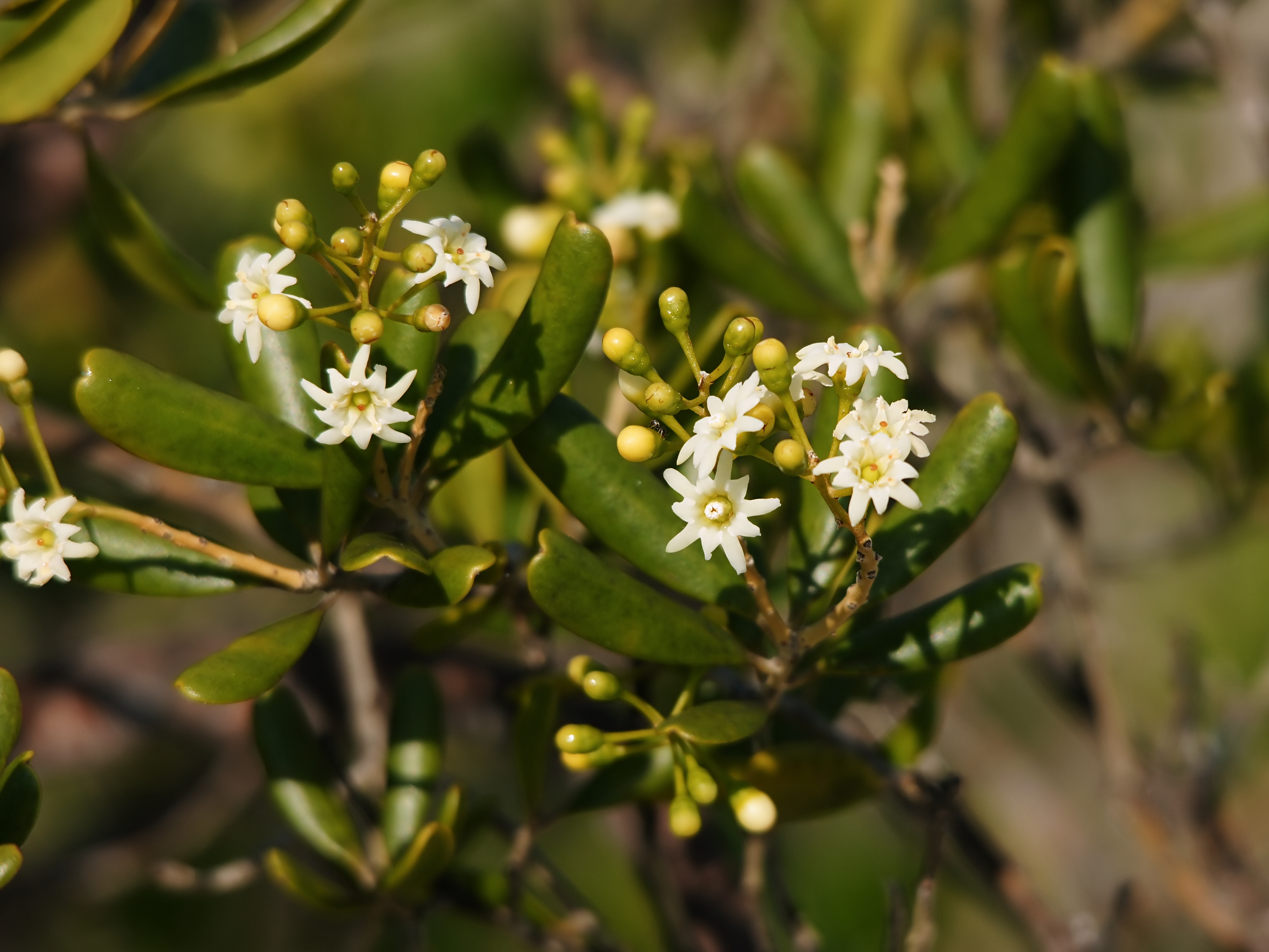
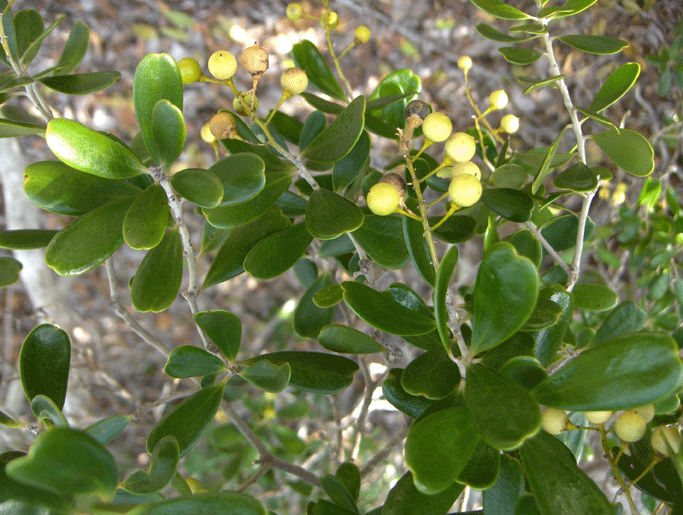